# Medalhistas paralímpicos do futebol de 5
Segue a lista dos medalhistas paraolímpicos no futebol de 5.
| Edição       | Masculino | Masculino | Masculino |
| ------------ | --- | --- | --- |
| Edição       | Ouro | Prata | Bronze |
| Atenas 2004  | BRA Brasil Andreonni Rego Fabio Vasconcelos Sandro Laina Mizael Oliveira Joao Silva Severino Silva Anderson Fonseca Nilson Silva Marcos Felipe Damião Ramos | ARG Argentina Gonsalo Abbas Hachache Julio Ramirez Lucas Rodriguez Carlos Ivan Figueroa Diego Cerega Silvio Velo Eduardo Diaz Antonio Mendoza Oscar Moreno Dario Lencina                           | ESP Espanha Antonio Martin Vicente Aguilar Marcelo Rosado Gonzalo Largo Alfredo Cuadrado Jose Lopez Ramirez Adolfo Acosta Carmelo Garrido Pedro Antonio Garcia Villa Carlos Alvarez                                                          |
| Pequim 2008  | BRA Brasil Jefferson Gonçalves Damião Ramos João Batista Silva Marcos Felipe Mizael Oliveira Ricardo Alves Sandro Laina Severino Silva Andreonni Farias Rego Fabio Ribeiro Vasconcelos                                                                                         | CHN China Qiang Zhang Xinqiang Yang Wenfa Zheng Xiaoqiang Li Shanyong Chen Zhoubin Wang Yutan Yu Yafeng Wang Zheng Wei Zheng Xia                                                                   | ARG Argentina Gonzalo Abbas Hachache Diego Cerega Ivan Figueroa Jose Luis Jimenez Dario Lencina Gustavo Maidana Lucas Rodriguez Silvio Velo Antonio Mendoza Eduardo Diaz                                                                     |
| Londres 2012 | BRA Brasil Fábio Luiz Ribeiro de Vasconcelos Daniel Dantas da Silva Emerson de Carvalho Gledson da Paixão Barros Cássio Lopes dos Reis Marcos José Alves Felipe Jeferson da Conceição Gonçalves Severino Gabriel da Silva Ricardo Steinmetz Alves Raimundo Nonato Alves Mendes | FRA França Jonathan Grangier Gaël Rivière Hakim Arezki Martin Baron Abderrahim Maya David Labarre Arnaud Ayax Frédéric Villeroux Yvan Wouandji Kepmegni Frédéric Jannas                            | ESP Espanha Álvaro Gonzalez Alcaraz José Luis Giera Tejuelo Francisco Muñoz Pérez Adolfo Acosta Rodriguez José López Ramírez Alfredo Cuadrado Freire Antonio Martín Gaitán Youssef El Haddaoui Rabii Marcelo Rosado Carrasco Raul Díaz Ortín |
| Rio 2016     | BRA Brasil Luan de Lacerda Damião Robson Cássio Lopes Jardiel Vieira Soares Jeferson da Conceição Raimundo Nonato Tiago da Silva Ricardo Alves Gledson da Paixão Matheus Bumussa                                                                                               | IRI Irã Amir Pourrazavi Behzad Zadaliasghari Mohammad Heidari Rasool Baseri Ahmadreza Shahhosseini Hossein Rajabpour Mohammadreza Mehninasab Sadegh Rahimighasr Akbar Shoushtari Meysam Shojaeiyan | ARG Argentina Federico Accardi Angel Deldo Froilan Padilla David Peralta Lucas Rodriguez Silvio Velo Maximiliano Espinillo Nicolas Veliz Dario Lencina German Muleck                                                                         |
| Tóquio 2020  | BRA Brasil Damião Robson Tiago da Silva Cássio Lopes dos Reis Jeferson da Conceição Raimundo Nonato Alves Ricardo Alves Marcos Alves Felipe Maurício Dumbo Luan de Lacerda Vinícius Tranchezzi                                                                                 | ARG Argentina Darío Lencina Ángel Deldo Carcia Federico Accardi Froilán Padilla Maximiliano Espinillo Marcelo Panizza Brian Pereyra Nicolás Véliz Germán Muleck Nahuel Heredia                     | MAR Marrocos Samir Bara Houssam Ghilli Imad Berka Elhabib Ait Bajja Zouhair Snisla Kamal Boughlam Said El-Mselek Ayoub Hadimi Abderrazak Hattab Abdellali Ait al Hakem                                                                       |
| Paris 2024   | FRA França Benoit Chevreau de Montlehu Alessandro Bartolomucci Martin Baron Fabrice Morgado Frédéric Villeroux Mickaël Miguez Hakim Arezki Tidiane Diakité Khalifa Youmé Gaël Rivière                                                                                          | ARG Argentina Froilán Padilla Jesús Merlos Maximiliano Espinillo Mario Rios Darío Lencina Ángel Deldo Osvaldo Fernandes Matias Olivera German Muleck Nahuel Heredia                                | BRA Brasil Luan de Lacerda Maicon Junior Cássio Lopes Jardiel Vieira Soares Jeferson da Conceição Raimundo Nonato Tiago da Silva Ricardo Alves Jonatan da Silva Matheus Bumussa                                                              |